# 中央西地域自治区
中央西地域自治区（ちゅうおうにししちいきじちく）は、宮崎県宮崎市の地域自治区の一つ。

## 地理
全域沖積平野だが、北部は若干高い。この地域は主に住宅街で、古くからの文教地区でもあることから、住環境のよさで人気の根強いエリアである。

### 町域
- 大橋一丁目～三丁目
- 祇園一丁目～四丁目
- 霧島一丁目～五丁目
- 清水一丁目～三丁目

- 中津瀬町
- 西池町
- 花殿町
- 原町

- 船塚一丁目～三丁目
- 丸山一丁目・二丁目
- 和知川原一丁目～三丁目

## 歴史
- 1889年5月1日 - 町村制施行により宮崎郡宮崎町・大宮村が発足。
- 1924年4月1日 - 宮崎町・大宮村・大淀町が合併し宮崎市となる。
- 2006年1月1日 - 旧宮崎町の北西部と旧大宮村の南部が中央西地域自治区となる。

## 地域

### 教育
- 宮崎市立西池小学校
- 宮崎市立宮崎西中学校
- 宮崎大学教育文化学部附属小学校
- 宮崎大学教育文化学部附属中学校
- 宮崎県立宮崎商業高等学校
- 宮崎公立大学
- 南九州大学
- 南九州大学短期大学部

### 文化施設
- 宮崎県立美術館
- 宮崎県立図書館
- 宮崎県立芸術劇場

### 体育施設
- 宮崎市立北部記念体育館

## 交通

### 道路
- 国道10号
- 宮崎県道26号宮崎須木線
- 宮崎県道44号宮崎高鍋線

## 名所・旧跡・観光スポット・祭事・催事
- 大淀川市民緑地